# Rubus fasciculatiformis
Rubus fasciculatiformis är en rosväxtart som beskrevs av Heinrich E. Weber. Rubus fasciculatiformis ingår i släktet rubusar, och familjen rosväxter. Inga underarter finns listade i Catalogue of Life.